# Lou Ferrigno

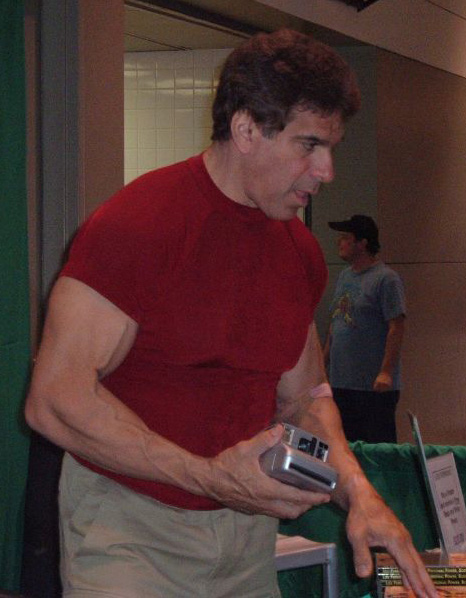
Lou Ferrigno w 2005 roku

Louis Jude Ferrigno Sr. (ur. 9 listopada 1951 w Brooklynie) – amerykański kulturysta i aktor.

## Wczesne lata
Urodził się w rodzinie Amerykanów pochodzenia włoskiego, jako syn Victorii i Matthew „Matt” Ferrigno, podporucznika Policji Miasta Nowego Jorku, który zajmował się także podnoszeniem ciężarów. Mając trzy lata przeszedł infekcję ucha, co spowodowało niedosłuch (słyszał tylko w 80%).

## Kulturystyka
W wieku trzynastu lat rozpoczął intensywne ćwiczenia w podnoszeniu ciężarów. Jego wzorem był Steve Reeves, wcielający się w mitycznego Herculesa, i Dave Draper, którego zauważył na okładce „Muscle Builder”, a ulubionymi bohaterami komiksowymi byli Spider-Man i Hulk. W 1969 ukończył nowojorską Brooklyn Technical High School. Mając 22 lata odniósł sukces, zdobywając tytuł Mr. Universe '73 Międzynarodowej Federacji Kulturystyki (IFBB). W 1974 swoje pierwsze zawody Mr. Olympia ukończył na trzecim stopniu podium, a potem pięciokrotnie zdobył tytuł Mister Universum.
W 1977 wziął udział w indywidualnych Mistrzostwach Świata Strongman.

## Kariera aktorska
Po raz pierwszy przed kamerami pojawił się w dokumentalnym filmie Pumping Iron (1977) u boku Arnolda Schwarzeneggera. Sławę zawdzięcza komiksowej postaci superbohatera Hulka w filmach i serialach telewizyjnych – Niesamowity Hulk (The Incredible Hulk, 1977) z Susan Sullivan, Powrót niesamowitego Hulka (The Incredible Hulk: Death in the Family, 1977) i Panna młoda niesamowitego Hulka (The Incredible Hulk: Married, 1978) oraz serialu fantasy CBS The Incredible Hulk (Niesamowity Hulk, 1977–1982).
Za tytułową rolę herosa mitologii greckiej Herkulesa w przygodowym filmie fantasy Przygody Herkulesa (Hercules, 1983) otrzymał Złotą Malinę dla najgorszej nowej gwiazdy i był nominowany do Złotej Maliny dla najgorszego aktora. Na początku lat 80. brał udział w filmach klasy B realizowanych we Włoszech. Po udziale we włoskiej produkcji Siedmiu wspaniałych gladiatorów (I sette magnifici gladiatori, 1983), wziął udział w realizacji sequelu Przygód Herkulesa, Herkules 2 (1985; powtórzył rolę mitycznego herosa) oraz wystąpił jako Sindbad w filmie Sindbad: Legenda siedmiu mórz (Sinbad of the Seven Seas, 1989).
W 1989 dużym sukcesem na rynku filmów wideo okazał się film Klatka (Cage), w którym zagrał główną rolę, z udziałem Reba Browna. Po latach pojawił się w roli siebie samego w hollywoodzkiej komedii Stary, kocham cię (I Love You, Man, 2009). Wystąpił również epizodycznie jako ochroniarz w ekranizacjach Hulka – Hulk (2003), Incredible Hulk (2008), a także Avengers (2012) użyczył głosu głównemu bohaterowi.
W 2019 zdobył Young Artist Award w kategorii Nagroda Ikony.

## Życie prywatne
27 maja 1978 zawarł związek małżeński z Susan Groff. W 1979 doszło do rozwodu. 3 maja 1980 roku ożenił się z psychoterapeutką Carlą Green. Mają córkę Shannę (ur. 1981) i dwóch synów – Lou Jr. (ur. 1984) i Brenta (ur. 1990).

## Zawody
- 1971: Pro Mr. America – WBBG, Teen 1
- 1971: Teen Mr. America – AAU, 4th, Most Muscular 5
- 1972: Pro Mr. America – WBBG, 2
- 1972: NABBA Mr. Universe, Tall 2
- 1973: IFBB Mr. America, Overall Winner
- 1973: IFBB Mr. Universe, Tall 1st, Overall Winner
- 1974: IFBB Mr. International
- 1974: IFBB Mr. Universe, Tall 1st, Overall
- 1974: Mr. Olympia, Heavyweight 2
- 1975: Mr. Olympia, Tall class, 3
- 1992: Mr. Olympia, 12
- 1993: Mr. Olympia, 10
- 1994: Olympia Masters, 2

## Filmografia

### Filmy
- 1977: Pumping Iron w roli samego siebie
- 1977: The Incredible Hulk (pilot serialu TV) jako Hulk
- 1977: Powrót niesamowitego Hulka (The Incredible Hulk: Death in the Family, TV) jako Hulk
- 1978: Panna młoda niesamowitego Hulka (The Incredible Hulk: Married, TV) jako Hulk
- 1983: Siedmiu wspaniałych gladiatorów (I sette magnifici gladiatori) jako Han
- 1983: Przygody Herkulesa (Hercules) jako Herkules
- 1985: Herkules 2 (Le avventure dell’incredibile Ercole) jako Herkules
- 1988: Powrót niesamowitego Hulka (The Incredible Hulk Returns, TV) jako Hulk
- 1988: Pustynny wojownik (Desert Warrior) jako Zerak
- 1989: Liberian Girl – Michael Jackson w roli samego siebie
- 1989: Hulk przed sądem (The Trial of the Incredible Hulk, TV) jako Hulk
- 1989: Za wszelką cenę (All's Fair) jako Klaus
- 1989: Liberty & Bash jako Bash
- 1989: Sindbad: Legenda siedmiu mórz (Sinbad of the Seven Seas) jako Sindbad
- 1989: Klatka (Cage) jako Billy Thomas
- 1990: Śmierć niesamowitego Hulka (The Death of the Incredible Hulk, TV) jako Hulk
- 1991: Hangfire jako Smitty
- 1992: Naga prawda (The Naked Truth) jako Fed. 1
- 1992: Frogtown II jako Ranger John Jones
- 1992: Detective Extralarge: Yo-Yo (TV) jako Goodwin
- 1993: The Making of '...And God Spoke' jako Cain
- 1994: Klatka II – Arena śmierci (Cage II) jako Billy
- 1995: The Misery Brothers jako Quazzie
- 2003: Hulk jako Hulk (głos)
- 2008: Incredible Hulk jako Hulk (głos)
- 2009: Stary, kocham cię (I Love You, Man) w roli samego siebie
- 2012: Avengers jako Hulk (głos)
- 2015: Rekinado 3: O rybia płetwa! (Sharknado 3: Oh Hell No!, TV) jako agent Banner
- 2015: Avengers: Czas Ultrona (Avengers: Age of Ultron) jako Hulk (głos)
- 2015: Król Skorpion 4: Utracony tron (The Scorpion King: The Lost Throne) jako Skizurra
- 2017: Thor: Ragnarok jako Hulk (głos)
- 2017: Zemsta to za mało (Instant Death) jako John Bradley
- 2019: Ring Ring jako Pan Daniels

### Seriale
- 1977: Mistrzostwa Świata Strongman 1977 (1977 World’s Strongest Man) – w roli samego siebie/konkurent
- 1977–1982: The Incredible Hulk jako Hulk
- 1979: Billy jako Hulk
- 1983: The Fall Guy jak Six
- 1983: Trauma Center jako John Six
- 1984: Matt Houston jako Steve Otto
- 1984: Mike Hammer jako King Steele
- 1984: The Fall Guy – w roli samego siebie
- 1985: Niesamowite historie (Amazing Stories) jako Hulk
- 1985: Night Court jako The Klondike Butcher
- 1989: Wolf jako Danny
- 1996: Living Single jako robotnik
- 1996–1997: Incredible Hulk jako Hulk (głos)
- 1997: Conan jako Mog
- 2000–2007: Diabli nadali (The King of Queens) – w roli samego siebie
- 2004: On, ona i dzieciaki (My Wife and Kids) jako duży facet
- 2004: Posterunek w Reno (Reno 911!) jako zastępca Cletusa Seniora
- 2010: Pora na przygodę! (Adventure Time) jako Billy (głos)
- 2010: Chuck jako ochroniarz Sofii Stepanowej
- 2010: Słoneczna Sonny (Sonny with a Chance) – w roli samego siebie
- 2016: Między nami, misiami (We Bare Bears) jako Paul (głos)
- 2016: Pora na przygodę! (Adventure Time) jako Bobby (głos)
- 2022: The Offer jako Lenny Montana

### Gry komputerowe
- 2016: Lego Marvel’s Avengers jako Harley Keener / Hulk (głos)